# 青色埃氏電鰻
青色埃氏電鰻（學名：Eigenmannia virescens）為輻鰭魚綱電鰻目線鰭電鰻科的其中一種，為熱帶淡水魚，分布於南美洲拉布拉他河至奧里諾科河流域，體長可達35.8公分，棲息在植物沉積豐富的溪流、水塘底中層水域，群居，屬夜行性，生性膽怯，生活習性不明，可做為觀賞魚。

## 扩展阅读
維基物種上的相關：青色埃氏電鰻